# Kalliosaari (ö i Lappland, Tornedalen)
Kalliosaari är en ö i Finland. Den ligger i sjön Miekojärvi och i kommunen Övertorneå i den ekonomiska regionen  Tornedalens ekonomiska region  och landskapet Lappland, i den norra delen av landet, 700 km norr om huvudstaden Helsingfors. Öns area är 0,2 hektar och dess största längd är 70 meter i sydväst-nordöstlig riktning.